# Roger Noriega
Roger Francisco Noriega (Wichita, 1959) es un diplomático estadounidense, que se desempeñó como embajador ante la Organización de los Estados Americanos y como subsecretario de Estado para Asuntos del Hemisferio Occidental durante la presidencia de George W. Bush.

## Biografía
Nacido en Wichita (Kansas), asistió a la Universidad de Washburn en Topeka, donde se licenció en 1982.

### Carrera
En la presidencia de Ronald Reagan trabajó en la Agencia de los Estados Unidos para el Desarrollo Internacional (USAID, por sus siglas en inglés). Se desempeñó como asesor principal de políticas y representante alterno de Estados Unidos en la misión ante la Organización de los Estados Americanos (OEA) desde 1990 hasta 1993, y como asesor principal para la información pública en la OEA desde 1993 hasta 1994.
Posteriormente fue miembro del personal de la comisión de relaciones exteriores del Senado de Estados Unidos, y entre 1994 y 1997, miembro del personal de la comisión de relaciones exteriores de la Cámara de Representantes. En 1996 fue uno de los autores de la Ley Helms-Burton, que reforzó el embargo estadounidense a Cuba.
En 2001, fue designado como embajador ante la OEA, cargo que ocupó hasta 2003.
George W. Bush lo nombró subsecretario de Estado para Asuntos del Hemisferio Occidental en 2003. En el cargo tuvo un papel importante detrás de la política de la presidencia Bush hacia Cuba y Venezuela. Renunció al Departamento de Estado en 2005 en medio de críticas de funcionarios superiores del Departamento que apuntaban a aliviar las tensiones entre los Estados Unidos y Venezuela.
Tras dejar el cargo, ingresó al sector privado como cabildero; comenzó a trabajar para un estudio de abogados con sede en Miami, presionando activamente por intereses de las organizaciones a favor del mercado libre en Haití. Entre los clientes representados por Noriega, también se encuentran el fondo Elliott Management Corp, al cual asistió a través de la «defensa federal en nombre de los inversionistas estadounidenses en América Latina», y el grupo de interés político Moroccan American Center for Policy, que brinda asistencia y apoyo a la solución de la cuestión del Sahara Occidental.
En 2008, Noriega se asoció con el exiliado venezolano y exempleado de PDVSA y FMI, Martin Rodil, para formar una empresa privada de evaluación de riesgos y cabildeo llamada Vision Americas, a través de la cual, en 2009, fue contratado como cabildero estadounidense por una organización privada de Honduras durante el golpe de Estado hondureño de 2009 cuando el presidente Manuel Zelaya fue destituido.